# Asturix
Asturix OS era un adattamento di Ubuntu per gli utenti di lingua asturiana. Esso non è più supportato.
Nel corso della sua vita, questa distribuzione Linux ha ricevuto una certa esposizione mediatica ed è stata valutata dal blod di Jon "maddog" Hall su Linux Magazine e dal quotidiano asturiano La Nueva España. 
Asturix ha utilizzato un logo derivato dal triscele, che viene utilizzato da molte istituzioni, tra cui un'altra distribuzione Linux spagnola non correlata, Trisquel.
Nel 2008, Asturix è stata rilasciata come AsturLinux. Questo nome era lo stesso di quello di una associazione Linux esistente, e per questo il progetto è stato rinominato Astur GNU / Linux e successivamente Asturix. Entro l'inizio del 2009, Asturix SO ha iniziato ad essere sviluppato. Fino alla terza edizione di Asturix, c'erano tre versioni: business, desktop e Lite. Il 25 febbraio, Asturix 1 Desktop è stato rilasciato, e un mese dopo, la versione Business. Asturix è stato ufficialmente presentato ai mass media nel mese di ottobre, nel Circolo del Centro Stampa di Oviedo.
Asturix 2 è stato rilasciato nei primi mesi del 2010. Il lancio è stato coperto dalla televisione pubblica regionale, RTPA e La Nueva España. Un'emittente nazionale Radio, Onda Cero, e una filiale regionale della Televisión Española ha coperto abbastanza la storia di Asturix.  Nel mese di aprile, DistroWatch ha incluso Asturix nella sua lista di distribuzioni e l'ha recensito.
Asturix 2 ha attirato l'attenzione da parte dei specialisti media spagnoli i Linux, tra cui Linux +,  Revista Linux e Todo Linux.  Nonostante tutto questo supporto, c'erano gruppi di persone, che ha sostenuto Asturix 2 era solo una "copia" di Ubuntu, e che non meritava tutto questa promozione. 
La terza edizione di Asturix è stata rilasciata nel dicembre 2010. C'erano solo due versioni invece di tre: la versione principale (denominata SO) e la versione leggera (chiamato Lite). I principali miglioramenti sono stati l'aggiunta di riconoscimento facciale per il login, l'uso di applicazioni web (utilizzando Ponte Asturix) e proprie applicazioni di Asturix, e alcune modifiche. DistroWatch ha scritto una breve recensione su di esso. Asturix è stato presentato a Madrid e Langreo (Asturias). Nel mese di luglio, Asturix ha partecipato al Campus Party in Spagna. Jon "Maddog" Hall era interessato al progetto e un mese dopo ha scritto su di esso nella sua rubrica mensile di Linux Magazine.  Ha dato Asturix gli ultimi dieci minuti del suo discorso,  in cui Luis Iván García Cuende (Asturix creatore) ha presentato Asturix Su, un ambiente desktop basato sul web.
Luis Iván Cuende ha vinto il concorso Hack (nella categoria Under 18), un premio per la migliore applicazione o "hack" sponsorizzato da HackFwd. 20 minutos, un quotidiano gratuito spagnolo, ha intervistato Iván Cuende su questo premio alcuni giorni più tardi e RTPA ha fatto lo stesso.  Nel novembre 2011, Asturix ha organizzato il suo primo evento, Youth and Free Culture con Open Source Software, sponsorizzato da CENATIC (un'organizzazione governativa) che è stato coperto da La Nueva España e annunciato alla pagina di Creative Commons della Spagna.
Nel gennaio 2012 è stata rilasciata la versione finale di Asturix. Ha caratterizzato Asturix On e mantenuto proprie applicazioni di Asturix come si trovavano nella precedente edizione. Grazie all'aggiunta di Asturix On, DistroWatch ha intrapreso un'altra recensione e l'editor, Jesse Smith, ha descritto la distro come un "miscuglio". È stata valutata da alcuni blog, tra cui uno di lingua inglese, Hectic Geek, se la maggior parte erano i blog spagnoli, come Genbeta. Asturix inoltre è stato descritto su Televisión Española due volte in questo periodo.